# Fuerza Aérea Guatemalteca
La Fuerza Aérea Guatemalteca, spesso abbreviata in FAG, e conosciuta internazionalmente con la denominazione in lingua inglese Guatemalan Air Force), è l'attuale aeronautica militare del Guatemala, componente aerea dell'Ejército Nacional de Guatemala e, sotto il suo comando, parte integrante delle forze armate guatemalteche.
La FAG è organizzata, equipaggiata e addestrato per pianificare, condurre ed eseguire le operazioni imposte dalla difesa militare dello Stato in relazione all'uso della forza aerea. Essa fornisce, in coordinamento con le forze di terra e di mare, la sicurezza e la difesa dello spazio aereo della Repubblica del Guatemala, compreso le acque territoriali, fascia contigua e la zona economica esclusiva.

## Aeromobili in uso
Sezione aggiornata annualmente in base al World Air Force di Flightglobal del corrente anno. Tale dossier non contempla UAV, aerei da trasporto VIP ed eventuali incidenti accorsi durante l'anno della sua pubblicazione. Modifiche giornaliere o mensili che potrebbero portare a discordanze nel tipo di modelli in servizio e nel loro numero rispetto a WAF, vengono apportate in base a siti specializzati, periodici mensili e bimestrali. Tali modifiche vengono apportate onde rendere quanto più aggiornata la tabella.
| Aeromobile                           | Origine     | Tipo                                          | Versione (denominazione locale) | In servizio (2024) | Note | Immagine |
| Aerei da combattimento               |             |                                               |                                 |                    | |          |
| Cessna A-37 Dragonfly                | Stati Uniti | aereo da attacco al suolo                     | A-37B                           | 3?                 | 11 A-37B consegnati. 3 esemplari in organico all'aprile 2021, ma molto probabilmente non in grado di volare. |          |
| Aerei da trasporto                   |             |                                               |                                 |                    | |          |
| Beechcraft King Air                  | Stati Uniti | aereo da trasporto                            | B90B200                         | 21                 | 6 B90 e 2 B200 consegnati. |          |
| Basler BT-67                         | Stati Uniti | aereo da trasporto                            | BT-67                           | 1                  | 6 BT-67 consegnati. |          |
| Cessna 208                           | Stati Uniti | aereo da trasporto                            | C-208C-208B Grand Caravan EX    | 41                 | 4 C-208 consegnati. 1 C-208B Grand Caravan EX è stato donato dagli Stati Uniti a novembre 2018, e sarà utilizzato in missioni MEDEVAC. |          |
| Cessna TU-206 Stationair             | Stati Uniti | aereo da trasporto                            | TU-206G                         | 5                  | 5 TU-206G consegnati. |          |
| de Havilland Canada DHC-6 Twin Otter | Canada      | aereo da trasporto                            | DHC-6                           | 1                  | 1 DHC-6 consegnato. Un ulteriore DHC-6, ordinato a gennaio 2025, sarà consegnato entro la fine dello stesso anno. |          |
| Fokker F27 Friendship                | Paesi Bassi | aereo da trasporto                            | F27-400M                        | ?                  | 4 F27-400M consegnati. Risultano in organico all'aprile 2021, ma molto probabilmente non in grado di volare. |          |
| Piper PA-31 Chieftain                | Stati Uniti | aereo da trasporto                            | PA-31-350                       | 1                  | 2 PA-31-350 consegnati. |          |
| Aerei da addestramento               |             |                                               |                                 |                    | |          |
| Pilatus PC-7 Turbo Trainer           | Svizzera    | aereo da addestramento                        | PC-7T                           | 1                  | 12 PC-7T consegnati. 3 esemplari in organico all'aprile 2021, ma molto probabilmente solo uno in grado di volare. |          |
| ENAER T-35 Pillán                    | Cile        | aereo da addestramento                        | T-35                            | 4?                 | 4 T-35 consegnati. Risultano tutti in organico all'aprile 2021, ma molto probabilmente non in grado di volare. |          |
| Cessna R172 Hawk                     | Stati Uniti | aereo da addestramento                        | R172K XP                        | ?                  | 5 R172 XP consegnati. Risultano in organico all'aprile 2021, ma molto probabilmente non in grado di volare. |          |
| Elicotteri                           |             |                                               |                                 |                    | |          |
| Bell 412                             | Stati Uniti | elicottero da trasporto VIPelicottero utility | Bell 412EPBell 412EPX           | 2                  | 6 Bell 412EP consegnati a partire dal gennaio 1982, tre dei quali persi in incidenti nel 1982 e nel 1991, mentre i tre superstiti sono stati utilizzati fino al 2001, anno in cui sono stati venduti. Due Bell 412 sono stati acquistati alla fine degli anni novanta per essere utilizzati come trasporti presidenziali. 2 nuovi Bell 412EPX consegnati il 13 dicembre 2022. |          |
| Bell 212 Twin Huey                   | Stati Uniti | elicottero utility                            | Bell 212                        | 1                  | 1 Bell 212 consegnato. |          |
| Bell UH-1 Iroquois                   | Stati Uniti | elicottero utility                            | AB 205UH-1H                     | 18                 | 1 AB-205 e 12 UH-1H consegnati. |          |
| Bell 206 JetRanger                   | Stati Uniti | elicottero utility                            | Bell 206BBell 206L2             | 4                  | 9 tra Bell 206B e Bell 206L2 consegnati. |          |
| Bell 407                             | Stati Uniti | elicottero utility                            | Bell 407GX                      | 0                  | 2 Bell 407GX consegnati nel 2015. Un esemplare messo fuori servizio nel 2018. Un esemplare, il 151, è stato perso il 29 dicembre 2024. Un ulteriore Bell 407GX, ordinato a gennaio 2025, sarà consegnato entro la fine dello stesso anno. |          |
| Bell 429                             | Stati Uniti | elicottero utility                            | Bell 429                        | 1                  | 1 Bell 429 consegnato il 12 dicembre 2023. |          |
| EurocopterAS 350 Écureuil            | Francia     | elicottero utility                            | AS 350                          | 1                  | 1 AS 350 consegnato. |          |

## Aeromobili ritirati
- Bell 412 - 6 esemplari (1982-2001)[7]
- Piper PA-28 Cherokee
- IAI Arava
- North American P-51 Mustang
- Republic P-47 Thunderbolt
- Douglas A-26 Invader
- Boeing P-26